# Rockor
Rockor eller batoider (Batoidea, även Rajomorphii) är en överordning broskfiskar, släkt med hajar. Termen rockor används också för ordningen Rajiformes varför namnet batoider är mer praktiskt. Överordningen innehåller fler än 725 beskrivna arter i 4 ordningar och 26 familjer.

## Kännetecken
Rockor har en starkt tillplattad kropp och stora bröstfenor, som är sammanvuxna med huvudet. Munnen, näsöppningarna och fem pariga gälspringor finns på kroppens undersida. Bakkroppen är mycket smal i förhållande till kroppen, hos spjutrockeartade rockor ofta piskliknande. De flesta rockor lever i havsmiljö, men det finns många arter som lever i tropiska sötvatten. Kroppens ovansida har en färg som är anpassad till artens levnadsområde. Den kan vara alltifrån sandfärgad till svart, och ofta mönstrad med band och fläckar.
I europeiska havsområden förekommer bland andra knaggrocka (Raja clavata), rundrocka (Rajella fyllae), klorocka (Amblyraja radiata), parfläckig rocka (Leucoraja naevus) som alla tillhör familjen egentliga rockor (Rajidae). Större arter finns i familjen örnrockor (Myliobatidae), med en längd av 5 meter och en "vingspann" av 2,5 meter, och i familjen spjutrockor (Dasyatidae), med ett "vingspann" av 2,1 meter och en längd av 5,5 meter.
Särskilt utmärkande är familjen darrockor (Torpedinidae), som med hjälp av ett speciellt organ skapar el-stötar med 60 till 230 V och över 30 ampere. På så sätt förlamas bytesdjuren.
Rockornas "vingar" är en specialitet i det spanska köket.

## Föda
De flesta rockor livnär sig av fiskar, kräftdjur och tagghudingar.

## Systematik
Överordningens systematik är inte längre omstridd och har klarlagt med hjälp av DNA-analyser. Här visas indelningen efter Bernvi (2018).
- Darrockeartade rockor Torpediniformes
  - Bedövningsrockor Narcinidae
  - Darrockor Torpedinidae
  - Fläktrockor Platyrhinidae
  - Narkosrockor Narkidae
  - Hypnosrockor (Hypnidae)
- Kil- och sågfiskar (Rhinopristiformes)
  - Sågfiskar Pristidae
  - Violinrockor (Trygonorrhinidae)
  - Gitarrfiskar Rhinobatidae
  - Kilfiskar (Rhinidae)
  - Jättegitarrfiskar (Glaucostegidae)
- Äggrockeartade rockor Rajiformes
  - Äggrockor Rajidae
  - Mjuknosrockor (Arhynchobatidae)
  - Pygmérockor (Gurgesiellidae)
  - Löparrockor (Anacanthobatidae)
- Spjutrockeartade rockor Myliobatiformes
  - Pannrockor (Zanobatidae)
  - Sexbågiga stingrockor (Hexatrygonidae)
  - Stingrockor (Dasyatidae)
  - Neotropiska stingrockor Potamotrygonidae
  - Rundrockor (Urotrygonidae)
  - Fjärilsrockor (Gymnuridae)
  - Jättestingrockor (Plesiobatidae)
  - Dvärgstingrockor (Urolophidae)
  - Jätteörnrockor (Aetobatidae)
  - Örnrockor Myliobatidae
  - Komulerockor (Rhinopteridae)
  - Djävulsrockor (Mobulidae)